# Denza X
La Denza X  è una autovettura prodotta dalla casa automobilistica cinese Denza dal 2019 al 2021.

## Descrizione

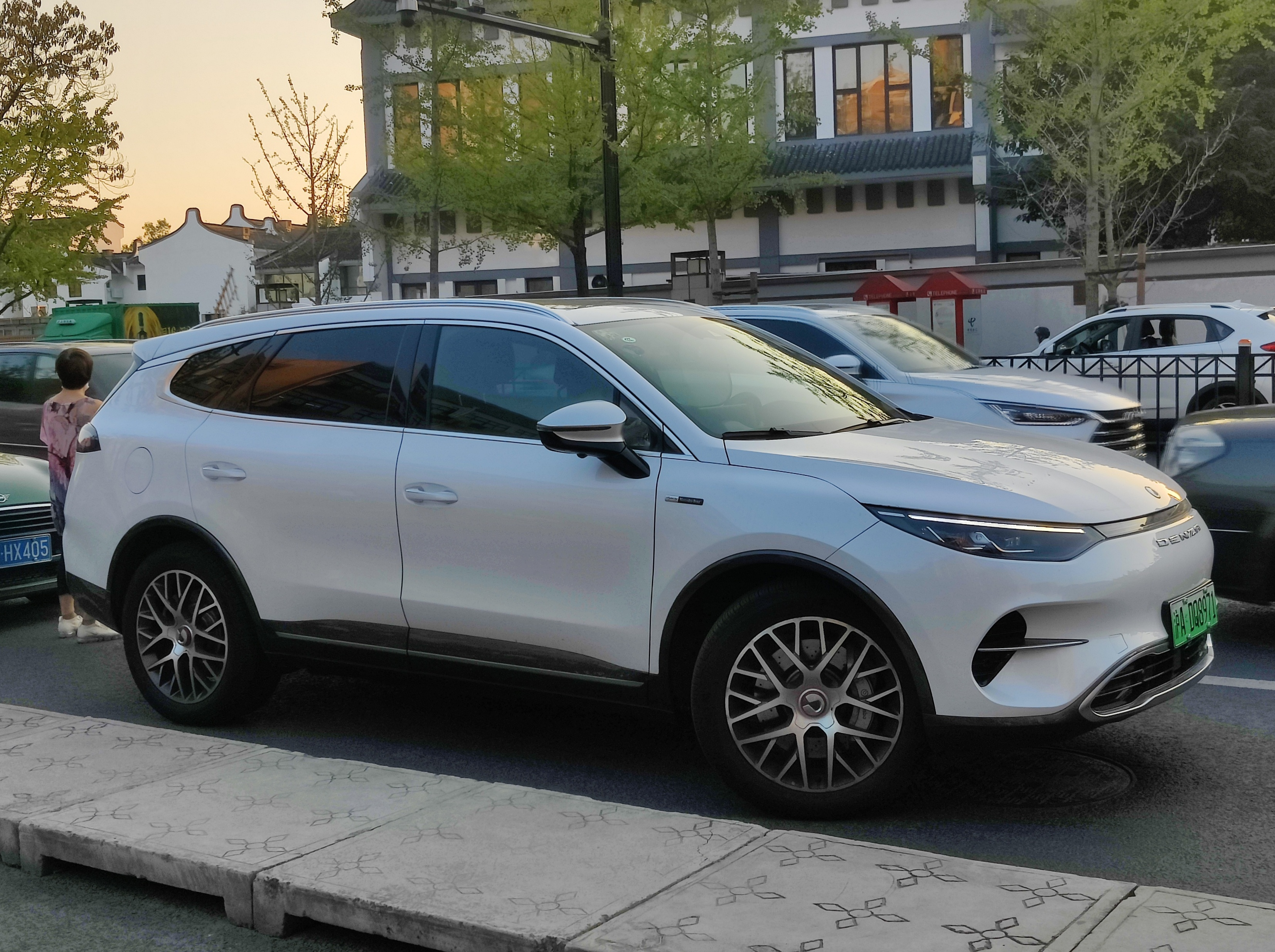
Denza X EV

La Denza X è stata anticipata dalla concept car chiamata Denza Concept X, presentata al Salone di Guangzhou; la concept è un SUV a 7 posti basato sulla BYD Tang di seconda generazione. La Denza X per la produzione in sere ha esordito all'inizio del 2020 in due versioni, di cui una variante completamente elettrica e una versione ibrida plug-in. La Denza X completamente elettrica è dotata di una batteria agli ioni di litio che le garantisce un'autonomia stimata di circa 500 chilometri e un tempo d'accelerazione nello 0 a 100 km/h in circa di 5 secondi. Il design della vettura è stato realizzato in collaborazione con il team di progettazione Mercedes-Benz.